# Dean Moxey
Dean William Moxey, né le 14 janvier 1986 à Exeter, est un footballeur anglais qui évolue au poste de défenseur à Torquay United.

## Carrière
Né à Exeter, Dean Moxey est formé dès l'âge de 11 ans  au centre de formation d'Exeter City et parvient à s'établir dans l'équipe première après la relégation en Conference.
Il est recruté par Crystal Palace le 31 janvier 2011 alors que le club est relégable, mais celui-ci parvient finalement à assurer son maintien en Championship. Le 28 mai 2014, il est libéré par le club.
Le 2 juillet 2014, il rejoint Bolton Wanderers.
Le 27 juin 2017, il rejoint Exeter City.